# Carme Romeu Pecci
Carme Romeu Pecci   (Barcelona, 1920 - 17 de juliol de 2021) desenvolupà una polifacètica activitat esportiva com a muntanyenca, atleta, escaladora, esquiadora i nedadora. Va néixer en el si d'una família aficionada a la muntanya que li va transmetre aquesta passió. El seu pare, Isidre Romeu, fou el primer a assolir el cim superior dels Encantats, juntament amb Ludovic Fontan, el 1901.
Va practicar l'atletisme, va formar part del moviment escolta i va assistir al col·legi alemany de Barcelona. Entre els anys 1940 i 1950 va portar a terme una intensa activitat d'escalada i alta muntanya. L'any 1940 va fer la primera ascensió a La Bola de la Partió de Montserrat, fent cordada amb Ernest Mallafré i Josep Piqué. També va participar el 1941 a les primeres cordades efectuades per dones al Cavall Bernat, Gat de Pedraforca, Nord de la Pique Longue al Vignemale i la cara nord del mont Perdut. L'any 1951 es va convertir en la primera dona a baixar el Pas de Chèvre, als Alps, amb esquís de muntanya. Entre els anys 1942 i 1956 aconseguí diversos títols de campiona de Catalunya i d'Espanya de descens en esquí alpí, en eslàlom i eslàlom gegant. És sòcia fundadora del Grup d'Alta Muntanya (GAM) constituït el 1940 dins el Club Muntanyenc Barcelonès. El 1942 fundà el Centre Acadèmic d'escalada (CADE) dins del Centre Excursionista de Catalunya (CEC) i el 1952 ingressà en el Grupo de Alta Montaña Español (GAME). En el moment de la seva mort, ostentava el número 1 de sòcia del CEC, un títol que testimoniava la seva rellevància i longevitat (81 anys de sòcia) al centre.
Entre 1980 i 1990 va prendre part en competicions d'esquí de veterans amb bons resultats internacionals. També va participar en campionats de llançament de pes, amb èxits en la seva categoria. La seva notable activitat en el món de l'esport ha estat reconeguda amb diversos premis, entre els més rellevants: La medalla de la Federación Española de Montaña (FEM), la d'or del Club Peñalara, la medalla del Centre Excursionista de Catalunya i la de la dona del districte de Sarrià-Sant Gervasi. El 2015 en el marc del Barcelona Sports Film Festival, rebé l'homenatge del Museu Olímpic i de l'Esport en reconeixement de la seva trajectòria esportiva.
Va ser protagonista del documental Encordades conjuntament amb Mònica Verge Folia, Elisabeth Vergés Costa, Esther Sabadell Simó i Helena Alemán Sobrino entre d'altres, i on diferents generacions d'alpinistes i muntanyenques expliquen les seves vivències amb la seva passió per pujar muntanyes, i on es reflexiona sobre el paper femení en aquest esport.